# Popis provansalskih vladara
Provansa je imala povijest dosta odvojenu od povijesti velikih nacija Europe. Premda je Provansa „dodana” u Kraljevinu Gornju Burgundiju, ostala je pod vladavinom vlastitih, uglavnom neovisnih, vladara grofova. U 11. st., Provansa je postala predmet spora između tradicionalne loze i tuluških grofova. Francuski kralj Luj XI. naslijedio je Provansu 1481. godine.

## Vojvode
- Leibulf
- Guerin Provansalski
- Fulcrad

## Karolinški kraljevi
Nakon Verdunskoga ugovora, Karolinško Carstvo doživjelo je podjelu. Lotar I. razdijelio je svoje kraljevstvo prema običajima Franaka te je Kraljevina Provansa bila dio koji je pripao Lotarovom sinu Karlu. Provansa je bila poznata i kao Donja Burgundija.
- Karlo Provansalski
- Ludovik II.
- Karlo Ćelavi, rimsko-njemački car
- Luj Mucavac
- Boso Provansalski, suprug Ermengarde Talijanske
- Ludovik III. Slijepi
- Hugo, talijanski kralj